# Anglická reformace

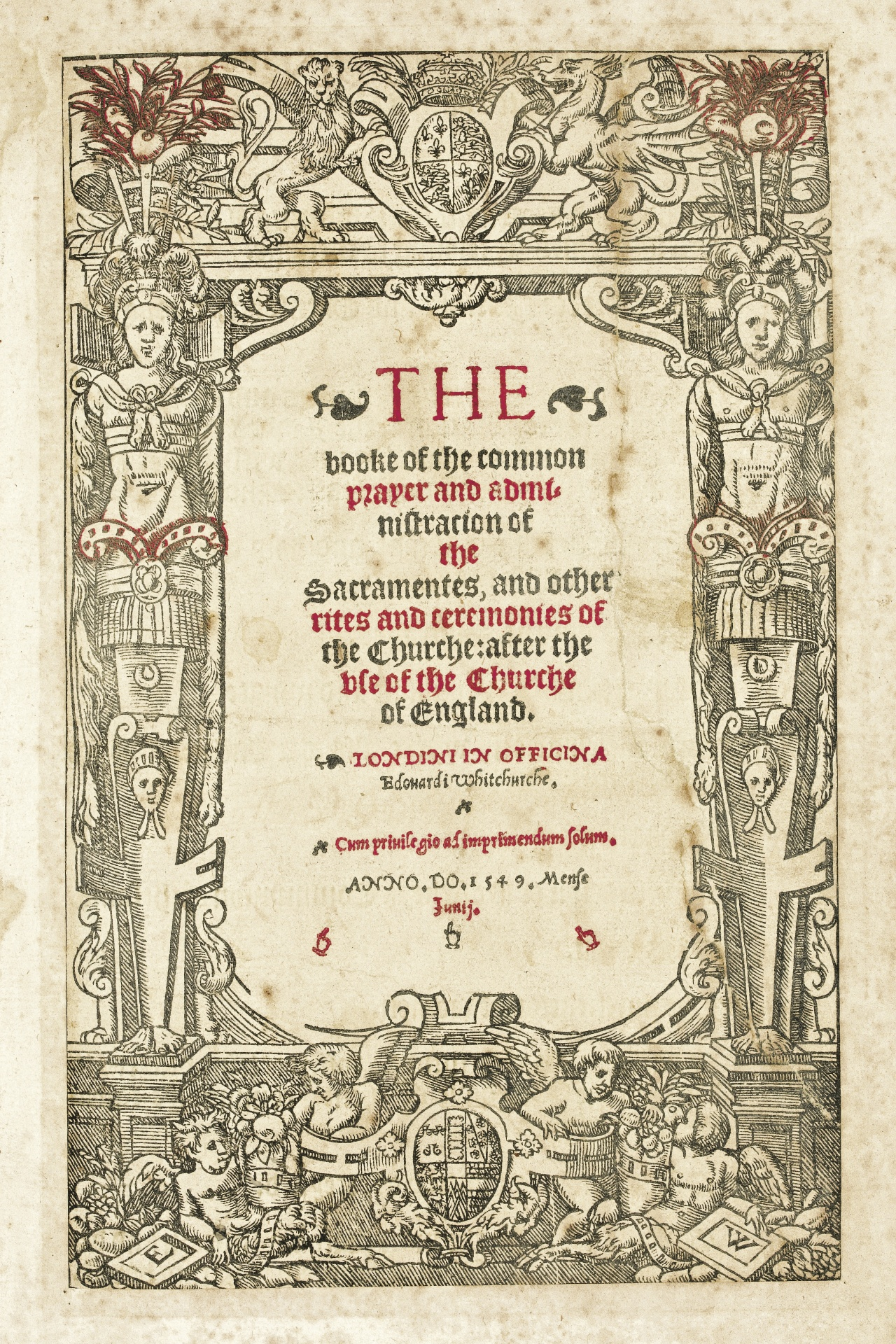
Kniha obecných modliteb (1549)

Anglická reformace byla série událostí v Anglii 16. století, díky které Anglie přestala uznávat autoritu římského papeže a římskokatolické církve. Tyto události byly částečně spojeny s širším procesem evropské protestantské reformace, tedy s náboženským a politickým hnutím, které proměnilo praktikování křesťanství v západní a střední Evropě (zejm. v Německu, Švýcarsku, později též v Nizozemsku a Skandinávii). K obecnějším příčinám patří koroze feudalismu a vzestup nacionalismu. Svou roli sehrál také vynález knihtisku a s ním spjatá větší dostupnost a čtenost Bible (a dalších knih). Přestože je anglická reformace spojena s konkrétními, především politickými peripetiemi 16. století, myšlenkově má hlubší kořeny, ty jsou hledány ponejvíce u myslitele 14. století Johna Wycliffa, který vystupoval proti moci církve, odpustkům a důsledně vycházel z Bible, jež pro něj byla jedinou autoritou. Odmítal rovněž hospodářskou a vůbec světskou moc církve, přemíru a pompéznost obřadů apod. Někdy se kořeny protestantské tradice v Anglii hledají již u Wycliffova předchůdce, františkána Williama Ockhama, který kritizoval bohatství a moc církve a přiklonil se ke stanovisku císaře, že papež mu má být podřízen. Politickou realitou se však anglická reformace začala stávat až díky krokům anglického krále Jindřicha VIII. Ten žádal papeže o zrušení svého manželství (prvně roku 1527) a nebylo mu vyhověno. Jindřich následně začal pracovat na tom, aby moc papeže v Anglii zlomil. Klíčovou byla série aktů anglického parlamentu mezi lety 1532 a 1534. Mezi nimi byl i Zákon o svrchovanosti z roku 1534, který prohlásil, že král Jindřich je „nejvyšší hlavou anglické církve na zemi“. Tento titul odvrhla Marie I. v roce 1553, která chtěla autoritu papežství v Anglii obnovit, avšak Alžběta I. znovu potvrdila královskou nadvládu nad církví v roce 1559, byť přijala titul nový – "nejvyšší guvernér anglické církve". Král se stal konečnou autoritou v teologických i právních otázkách, papežství bylo zbaveno vlivu na jmenování biskupů a církevní daň přestala být placena do Říma, ale náležela nově anglické koruně. Teologie a liturgie anglické církve se za vlády Jindřichova syna Eduarda VI. stala značně protestantskou, z velké části podle linie stanovené arcibiskupem Thomasem Cranmerem. Alžběta později protestantskou linii zmírnila. O tyto otázky se pak vedly tvrdé spory, nezřídka krvavé. Do jisté míry stály i za anglickou občanskou válkou, nebo též za sesazením posledního katolického monarchy Anglie Jakuba II. Stuarta při tzv. Slavné revoluci r. 1688. Po ní se ustavila anglikánská církev jako státní církev, a tou je do značné míry dosud. Od slavné revoluce bylo praktikování katolictví v Anglii nezákonné, a to až do roku 1829, do přijetí tzv. Roman Catholic Relief Act. Jiné protestantské skupiny neuznávající autoritu anglikánské církve byly legální, těmto protestantům se říkalo Nonconformists. Anglická reformace mj. zabránila integraci historických zemí na Britských ostrovech, neboť Irsko zůstalo katolické a ve Skotsku se prosadila kalvinistická Skotská církev. Tyto rozdíly věroučné se v moderní éře přetavily v separátní nacionalismy. V Irsku to nakonec vedlo k plnému odtržení od Británie.

## Jindřich VIII.
Otcem anglické reformace byl král Jindřich VIII. V roce 1509 se ujímá trůnu a vzal si za ženu španělskou princeznu Kateřinu Aragonskou, ta byla původně manželkou Jindřichova staršího bratra Artura. Toto politické manželství zařídil Jindřich VII. roku 1501, ale po pěti měsících princ Artur náhle zemřel a dědicem trůnu se stal Jindřich VIII.
V roce 1526 se Jindřich VIII. po sedmnáctiletém, víceméně šťastném manželství s Kateřinou Aragonskou zamiloval do Anny Boleynové. Jindřich byl zklamán tím, že jeho žena Kateřina mu neporodila dědice trůnu, dala mu jen dceru Marii a jediný syn, který se jim narodil, záhy zemřel. Jindřich to pokládal za boží za to, že si vzal za manželku vdovu po svém starším bratru Arturovi. Neusiloval o rozvod, ale o to, aby jeho manželství bylo prohlášeno za neplatné. Církevní soud, který měl o platnosti manželství rozhodnout, začal své zasedání 31. května 1529 v dominikánském klášteře U Černých bratří. 
V pondělí 21. června 1529 byla před soud předvolána královna Kateřina a pronesla řeč na svou obhajobu. V přítomnosti arcibiskupa Warhama, biskupa Tunstalla a svého španělského zpovědníka Jorge de Atequa odpřísáhla, že manželství s Arturem se nikdy sexuálně nenaplnilo a že do svazku s Jindřichem vstoupila jako panna. Tato okolnost měla pro jendání soudu rozhodující význam, protože v takovém případě podle platných regulí nepřipadalo zrušení manželství v úvahu. 
Dne 28. června zasedal církevní soud v královnině nepřítomnosti a hlavním předmětem debaty se stala svatební noc Kateřiny a prince Artura. K této události došlo roku 1501 v Baynardově zámku. Názory přítomných na průběh této noci se velmi různily, ale právě pro jejich různost a nedostatek důkazů soud nedopadl úspěšně a musel být odročen. 
Anglická reformace začala změnou církevní jurisdikce. Všichni angličtí církevní hodnostáři do roku 1532 podléhaly Římu. To velmi komplikovalo, ba znemožňovalo Jindřichovo úsilí o zrušení platnosti jeho prvního manželství. Papež Klement VII. nebyl této myšlence nijak nakloněn. Se zrušením platnosti Jindřichova manželství nesouhlasil ani Jindřichův kancléř Thomas More. Za této situace přišel Jindřichův nový tajemník a ministr Thomas Cromwell s jednoduchým řešením – zrušit papežskou jurisdikci v Anglii. Tento návrh se rovnal vyhlášení církevní nezávislosti Římu. Jindřich požádal církevní synod v Canterbury, aby ho prohlásil za hlavu anglikánské církve. Jindřich dostal souhlas synodu v roce 1534. Teprve poté potvrdil tuto novou Jindřichovu církevní funkci anglický parlament. 
Už v roce 1532 dolní sněmovna anglického parlamentu schválila zrušení poplatků Římu a reformu církevního soudnictví a v březnu 1533 ministr Thomas Cromwell prosadil v parlamentu zákon, který zakazoval sporným stranám odvolávat se do Říma v otázkách dědických a manželských. Tento výnos parlamentu umožnil Thomasu Cranmerovi, nově ustanovenému arcibiskupovi z Canterbury, obnovit soudní přelíčení a prohlásit Jindřichovo manželství s Kateřinou za neplatné. Jindřich se koncem ledna 1533 tajně oženil s Annou Boleynovou, která už byla těhotná, a 7. září se jí narodila holčička jménem Alžběta, budoucí královna Anglie.
Odtržení Anglie od Říma bylo zpočátku pouze politickým, ekonomickým a administrativním aktem, nikoli aktem náboženským. Reformační parlament zasedal sedm let (1529–1536) a odhlasoval řadu zákoníků a nařízení, které vedly k podřízení církve královské moci. Jedním z nich byl zákon o nástupnictví z roku 1534, který stanovil, že anglický trůn zdědí potomci Jindřicha VIII. a Anny Boleynové. Zákon o zradě (Act of Treason) z téhož roku stanovil, že každého, kdo neuzná Jindřicha za hlavu anglické církve, čeká trest smrti.  
Katolická liturgie zprvu nebyla odtržením Anglie od Říma přímo dotčena. Král Jindřich zůstával věrný své pověsti obránce katolické víry. Podle jeho zákona o šesti článcích (Act of Six Articles) zůstaly zachovány určité stěžejní prvky katolické liturgie, zároveň zákon potvrdil Jindřicha jako hlavu církve a hlavně stanovil, že bible má být dostupná všem, čímž podpořil protestantské snahy o překlad bible do angličtiny. Tento Jindřichův zákon byl kompromisem mezi katolictvím a protestantstvím a ve svých důsledcích umožňoval popravy těch protestantů, kteří neuznávali transsubtanciaci a zpověď, a těch katolíků, kteří neuznali krále za hlavu církve. 
K celkové nestabilitě Jindřichova režimu velmi přispěl další vývoj jeho manželského života. V roce 1536 byla jeho druhá žena Anna Boleynová obviněna z údajného incestu a cizoložství a popravena. Jindřich se vzápětí oženil s Jane Seymourovou, která ale zemřela při porodu jeho syna Edwarda. Další z jeho sňatků byl s Annou z Clèves zařizoval jeho ministr Thomas Cromwell. Z důvodu rozpadu tohoto manželství byl Thomas Cromwell sesazen a popraven. Sedmnáctiletá Kateřina Howardová (sestřenice Anny Boleynové) byla Jindřichovou pátou manželkou, ale stejně jako Anna Boleynová byla popravena za cizoložství, ačkoliv tentokrát to bylo nejspíše oprávněné. Šestou a poslední manželkou Jindřicha VIII. byla Kateřina Parrová, která se starala o stárnoucího krále a vychovávala Alžbětu a Edwarda.

## Edward VI.
Když v roce 1547 JIndřich VIII. zemřel nastoupil na trůn jeho nezletilý syn Edward VI. a vlády Anglie se ujala regentská rada vedená královým strýcem Edwardem Seymourem, vévodou ze Somersetu. Během šesti let této vlády došlo ke zrušení cenzurních zákonů a dříve zakázané spisy Martina Luthera, Heinricha Bullingera, John Balea, Johna Frithe, Johna Hoopera, Johna Wyckliffa a Williama Tyndalea byly opět běžně dostupné. 
Protestantská reformace během regentské vlády pokračovala důležitými změnami. Edwardovský parlament zrušil celibát a zákon o upalování kacířů, taktéž byly zrušeny i latinské mše, upustilo se od uctívání svatých a z kostelů i ze soukromých domů byly odstraňovány všechny katolické ikony. Biskupové, kteří tyto změny nepřijali, byli nahrazeni protestantskými duchovními. Zádušní kaple (chantries) se staly majetkem koruny stejně jako všechny cechy a bratrstva. 
V roce 1552 dostal král Edward spalničky, ze kterých se ale uzdravil a mohl tak oslavit své 15. narozeniny. Zanedlouho však onemocněl znovu, tentokrát tuberkulózou, a věděl že umírá. Jelikož si přál aby po jeho smrti pokračoval reformační režim, zrušil poslední vůli svého otce Jindřicha VIII. a tím také zákon zrušil zákon o následnictví. Přál si, aby anglický trůn zdědila patnáctiletá Jane Greyová, která byla stejně jako Edward přesvědčená protestantka.   

## Marie Tudorovna: pokus o protireformaci
Dne 6. července 1553 král Edward VI. zemřel a 10. července 1553 byla před mlčenlivým a poněkud zaraženým zástupem Londýňanů prohlášena za anglickou královnu Jane Greyová. Ale o pouhých devět dnů později byla z trůnu svržena a její místo zaujala katolička Marie Tudorovna. Marie byla dcera Jindřicha VIII. a Kateřiny Aragonské a pokusila se zvrátit vývoj reformace a znovu nastolit v Anglii katolictví a autoritu římského papeže. Na jaře následujícího roku musela sice čelit protestantskému povstání vedenému sirem Thomasem Wyattem, ale jeho třítisícová armáda rebelů byla královským vojskem snadno poražena a mariánská rekonstrukce katolické církve mohla začít.
20. listopadu 1553 byly s okamžitou platností zakázány obě verze protestantské Knihy obecných modliteb. Díky svému úpornému a krutému stíhání, mučení, zatýkání a popravování protestantů získala královna přízvisko „Krvavá Marie“ (Bloody Mary). Biskupové odstranění Edwardem VI. byli navráceni do funkcí, zatímco protestantští arcibiskupové, biskupové a kanovníci byli popravováni.
Po svém svém dvacetiletém pobytu v emigraci se v roce 1554 vrátil do Anglie kardinál a papežský legát Reginald Pole s posláním navrátit Anglii do lůna katolické církve. Kardinál dále přesvědčil parlament, aby zrušili všechny antipapežské zákony schválené minulým režimem. Hlasování dopadlo téměř jednomyslně. Poté se kardinál Pole pustil do náročného díla církevní obnovy. Jmenoval dvacet biskupů a zakládal semináře pro mladé kněze. Hlavní rolí při této rekonstrukční práci pověřil londýnského biskupa Bonnera a jeho kaplany. Biskup Bonner vypracoval celkový plán církevní obnovy, do detailů připravil biskupské vizitace v diecézích a vydal spoustu příkazů a nařízení, jimiž se měli vykonavatelé církevní obnovy řídit. Znovu byl uzákoněn celibát a ženatí kněží museli odejít od svých žen nebo se vzdát svého povolání.
Mimořádné úsilí bylo věnováno vyhledávání a následnému potlačení všech projevu kacířství. Biskup Bonner si vzal anglickou společnost pod drobnohled a hledal, vyzvídal jakékoliv porušování katolicky správného počínání. 
Byly obnoveny katolické ceremonie, které protestanté s větší či menší intenzitou a důsledností potlačovali. Mariánská církevní obnova zdůrazňovala ceremoniální krásu svatosti, což jistě vedlo alespoň k částečnému útlumu protestantského čtení z bible a kázání.
Bonnerovi se ale nepovedlo obnovit svrchovanost Říma a ani neprosadil restituci církevního majetku zabaveného Jindřichem VIII.  Obě komory parlamentu totiž ani jeden z těchto návrhů nepovažovali za potřebný či praktický. 
Paradoxem krátké mariánské vlády například bylo, že královna po jistou dobu zůstala, podobně jako její otec Jindřich VIII. a nevlastní bratr Edward VI., nejvyšší správkyní anglikánské církve. Zatímco před reformací a ještě za vlády Jindřicha VIII. byl překlad Písma do angličtiny trestán smrtí (a stejný trest postihl ty, kdo anglickou bibli četli), kardinál Pole překlad Nového zákona do angličtiny sám podpořil. Mariánský režim zároveň razantně nepotlačoval kázání a čtení bible jako součást pastorální činnosti, třebaže kázání a bible představovaly základy protestantské liturgie. Biskup Bonner dokonce se svými kaplany připravil třináct modelových kázání, aby usnadnil a také správně nasměroval práci kazatelů. Tím vlastně následoval příkladu Thomase Cranmera. Všechny tyto činnosti měly za cíl obnovit polozapomenutou znalost katolictví, zároveň je možné je vykládat jako pokus o vnitřní reformu anglické katolické církve. Pro královnu bylo velmi důležité znovuzavedení katolické mše a daleko méně jí zajímalo obnova katolické svaté poutě. 